# Colbie Caillat
Colbie Marie Caillat (Malibu, California, 28 mei 1985) is een Amerikaanse acoustic-folk zangeres en songwriter uit Malibu, Californië. Ze heeft twee Grammy's gewonnen, voor "Lucky", haar duet met Jason Mraz, en voor haar medewerking aan het album Fearless van Taylor Swift in het nummer "Breathe".

## Biografie
Het plotselinge succes van Caillat begon op haar Myspace-profielensite, waarop ze gedurende vier maanden lang als enige in haar vak succes had, maar niet getekend had bij een platenmaatschappij. Dit kwam mede door haar nummer Bubbly hetgeen meer dan 24,5 miljoen keer is beluisterd en inmiddels al door meer dan 1 miljoen mensen bekeken is op tv en internet. In totaal hebben meer dan 17 miljoen mensen naar haar nummers op haar MySpace geluisterd.
Caillat (uitspraak: Kallee) is de dochter van Diane Caillat en Ken Caillat, en aangezien haar vader een producer in de muziekscene is, heeft hij geholpen met het produceren van haar muziek.
Caillats debuutalbum werd op 17 juli 2007 uitgebracht, onder de naam Coco met nummers als The Little Things, Feelings Show en Bubbly. Het album werd de nummer 1 in de iTunes Charts. Het debuteerde op nummer 5 van de Billboard 200 en werd ongeveer 51.000 keer verkocht in de eerste week na de release. De single Bubbly was tevens het nummer van de week op iTunes.
Caillat begon met het schrijven en zingen van nummers met haar goede vriend Jason "Jay" Reeves. Ze toert tijdelijk met The Goo Goo Dolls.
Verder heeft ze nog getoerd met John Mayer.
Caillat had in 2011 een gastrol in So Random! als zichzelf. Ze speelde in een aflevering die haar naam droeg (seizoen 1, aflevering 9). In datzelfde jaar bracht ze ook haar derde album All of you uit. In 2012 werkte ze aan haar eerste kerstalbum, Christmas in the Sand, dat ze in oktober 2012 uitbracht. Eind 2013 werd ze genomineerd voor haar vijfde Grammy. Het was voor haar duet met Gavin Degraw, genaamd We Both Know voor de film Safe Haven. Op 30 september kwam haar album Gypsy Heart uit.

## Discografie

### Albums
| Album met eventuele hitnotering(en) in de Nederlandse Album Top 100 | Datum van verschijnen | Datum van binnenkomst | Hoogste positie | Aantal weken | Opmerkingen |
| ------------------------------------------------------------------- | --------------------- | --------------------- | --------------- | ------------ | ----------- |
| Coco                                                                | 13-07-2007            | 15-12-2007            | 11              | 45           | Goud        |
| Breakthrough                                                        | 21-08-2009            | 29-08-2009            | 24              | 7            |             |
| All of You                                                          | 08-07-2011            | 16-07-2011            | 55              | 3            |             |
| Gypsy Heart                                                         | 30-09-2014            |                       |                 |              |             |

| Album met hitnotering(en) in de Vlaamse Ultratop 200 albums | Datum van verschijnen | Datum van binnenkomst | Hoogste positie | Aantal weken | Opmerkingen |
| ----------------------------------------------------------- | --------------------- | --------------------- | --------------- | ------------ | ----------- |
| Coco                                                        | 13-07-2007            | 23-02-2008            | 22              | 25           |             |
| Breakthrough                                                | 2009                  | 05-09-2009            | 37              | 5            |             |
| All of You                                                  | 2011                  | 23-07-2011            | 78              | 1            |             |
| Gypsy Heart                                                 | 30-09-2014            |                       |                 |              |             |

### Singles
| Single met eventuele hitnotering(en) in de Nederlandse Top 40 | Datum van verschijnen | Datum van binnenkomst | Hoogste positie | Aantal weken | Opmerkingen                                  |
| ------------------------------------------------------------- | --------------------- | --------------------- | --------------- | ------------ | -------------------------------------------- |
| Bubbly                                                        | 2007                  | 22-12-2007            | 5               | 23           | Nr. 3 in de Single Top 100 / Alarmschijf     |
| The Little Things                                             | 2008                  | 12-04-2008            | 23              | 9            | Nr. 41 in de Single Top 100 / Alarmschijf    |
| Realize                                                       | 2008                  | 09-08-2008            | 19              | 6            | Nr. 61 in de Single Top 100                  |
| Tailor Made                                                   | 2008                  | 11-10-2008            | tip16           | -            |                                              |
| Lucky                                                         | 2009                  | 31-01-2009            | 8               | 13           | met Jason Mraz / Nr. 10 in de Single Top 100 |
| Fallin' for You                                               | 29-06-2009            | 18-07-2009            | tip5            | -            | Nr. 62 in de Single Top 100                  |
| Try                                                           | 12-07-2014            | 26-07-2014            | tip9            | -            |                                              |

| Single met hitnotering(en) in de Vlaamse Ultratop 50 | Datum van verschijnen | Datum van binnenkomst | Hoogste positie | Aantal weken | Opmerkingen    |
| ---------------------------------------------------- | --------------------- | --------------------- | --------------- | ------------ | -------------- |
| Bubbly                                               | 2007                  | 09-02-2008            | 2               | 23           | Goud           |
| The Little Things                                    | 2008                  | 12-07-2008            | tip8            | -            |                |
| Lucky                                                | 2009                  | 18-04-2009            | tip5            | -            | met Jason Mraz |
| Fallin' for You                                      | 29-06-2009            | 25-07-2009            | tip12           | -            |                |
| I Do                                                 | 11-04-2011            | 30-04-2011            | tip14           | -            |                |
| Try                                                  | 2014                  | 02-08-2014            | tip15           |              |                |

### NPO Radio 2 Top 2000
| Nummer met noteringen in de NPO Radio 2 Top 2000 | '09  | '10  | '11 | '12  |
| ------------------------------------------------ | ---- | ---- | --- | ---- |
| Lucky (met Jason Mraz)                           | 1543 | 1821 | -   | 1917 |

1. ↑  Een '-' betekent dat het nummer niet was genoteerd en een vetgedrukt getal geeft de hoogste notering aan.
2. ↑  2009 was het eerste jaar met een notering voor dit nummer.
3. ↑  Deze tabel is bijgewerkt tot en met de laatste editie (2024).

- Bibliothèque nationale de France: cb15616689s (data)
- Gemeinsame Normdatei: 135491738
- International Standard Name Identifier: 0000 0000 7849 2384
- Library of Congress Control Number: no2007117617
- MusicBrainz: efc8a006-d0c6-4a9b-8cb1-91ca770fa2b9
- Nationale Bibliotheek van Tsjechië: xx0092002
- Nederlandse Thesaurus van Auteursnamen: 31065081X
- Système universitaire de documentation: 158334876
- Virtual International Authority File: 27390902
- WorldCat: E39PBJdcxBBQ3bB66Dgjv8c9Dq